# Jody Ann Muir
Jody Ann Muir (ur. 1 stycznia 1991 w Kingston) – jamajska lekkoatletka specjalizująca się w biegach sprinterskich.
Zawodniczka jest wielokrotną medalistką CARIFTA Games. W 2009 dwukrotnie stawała na podium mistrzostw panamerykańskich juniorów. Złota medalistka juniorskich mistrzostw Ameryki Środkowej i Karaibów w sztafecie 4 × 400 metrów. W 2010 startowała na mistrzostwach świata juniorów, na których zdobyła brąz w sztafecie 4 × 400 metrów, a indywidualnie zajęła 5. miejsce w biegu na 400 metrów. Podwójna brązowa medalistka młodzieżowych mistrzostw NACAC z 2012. Zdobywała medale juniorskich mistrzostw kraju.

## Osiągnięcia
| Rok  | Impreza                                           | Miejsce        | Konkurencja             | Lokata     | Wynik   |
| ---- | ------------------------------------------------- | -------------- | ----------------------- | ---------- | ------- |
| 2007 | CARIFTA Games                                     | Providenciales | bieg na 400 metrów      | 3. miejsce | 55,51   |
| 2009 | CARIFTA Games                                     | Vieux Fort     | bieg na 400 metrów      | 1. miejsce | 53,49   |
| 2009 | CARIFTA Games                                     | Vieux Fort     | sztafeta 4 × 400 metrów | 1. miejsce | 3:36,21 |
| 2009 | Mistrzostwa panamerykańskie juniorów              | Port-of-Spain  | bieg na 400 metrów      | 3. miejsce | 53,93   |
| 2009 | Mistrzostwa panamerykańskie juniorów              | Port-of-Spain  | sztafeta 4 × 400 metrów | 2. miejsce | 3:37,65 |
| 2010 | Mistrzostwa Ameryki Środkowej i Karaibów juniorów | Santo Domingo  | sztafeta 4 × 400 metrów | 1. miejsce | 3:34,41 |
| 2010 | Mistrzostwa świata juniorów                       | Moncton        | bieg na 400 metrów      | 5. miejsce | 53,42   |
| 2010 | Mistrzostwa świata juniorów                       | Moncton        | sztafeta 4 × 400 metrów | 3. miejsce | 3:32,24 |
| 2012 | Młodzieżowe mistrzostwa NACAC                     | Irapuato       | bieg na 400 metrów      | 3. miejsce | 52,44   |
| 2012 | Młodzieżowe mistrzostwa NACAC                     | Irapuato       | sztafeta 4 × 400 metrów | 3. miejsce | 3:24,29 |

## Rekordy życiowe
- Bieg na 200 metrów – 23,89 (2013)
- Bieg na 400 metrów – 52,00 (2012)
- Bieg na 400 metrów (hala) – 53,22 (2013)